# Lindisfarnski evangeliji
Lindisfarnski evangeliji (angleško Lindisfarne Gospels) so iluminirani rokopisni evangeliji, napisani verjetno okoli leta 715–720 v samostanu na otoku Lindisfarnu ob obali Northumberlanda. Evangelije hrani Britanska knjižnica v Londonu. Rokopis je eno najboljših del hibernosaške ali otoške umetnosti, napisan v edinstvenem slogu, ki združuje sredozemske, anglosaške in keltske elemente.
Domneva se, da so Lindisfarnski evangeliji delo meniha Eadfritha, ki je leta 698 postal škof Lindisfarna in umrl leta 721. Sedanje raziskave kažejo, da je bil napisan okoli leta 715, domnevno v čast sv. Cuthberta. Nekateri deli rokopisa so nedokončani, zato je verjetno, da je Eadfrith delal na njem do svoje smrti. Možno je tudi, da so bili evangeliji napisani pred letom 698, da bi obeležil izkop Cuthbertovih relikvij tistega leta. Evangeliji so bogato ilustrirani v otoškem slogu. Prvotno so bili oviti v fino usnjeno vezavo, prekrito z dragulji in plemenitimi kovinami, ki jo je izdelal Billfrith Anchorite v 8. stoletju. Med vikinškimi napadi na Lindisfarne je bila z dragulji okrašena prevleka izgubljena, zato je bila leta 1852 izdelana nova. Besedilo je napisano v otoški pisavi in je najbolje dokumentiran in najpopolnejši otoški rokopis tega obdobja.
- Evangelist Marko
- Monogran "Hi-Ro" na začetku Evangelija po Mateju
- Evangelij po Luku
- Evangelist Matej
- Stran s preprogo s križem (F26v)